# Agama finchi
Agama finchi là một loài thằn lằn trong họ Agamidae. Loài này được Böhme, Wagner, Malonza, Lötters & Köhler mô tả khoa học đầu tiên năm 2005.